# Alexandre de Jerusalem
|  | Aquest article tracta sobre el sant patriarca de Jerusalem. Si cerqueu altres sants del mateix nom, vegeu «Sant Alexandre». |

Alexandre de Jerusalem (Ἀλέξανδρος) (Egipte, s. II - Cesarea de Palestina, 251) fou un patriarca de Jerusalem venerat com a màrtir i sant per tota la cristiandat. Va morir durant les persecucions de Deci.

## Biografia
Alexandre fou deixeble de Pantè i, després, de Sant Climent, sempre a Alexandria; després fou nomenat bisbe de Flaviòpolis a Capadòcia. Fou empresonat en temps de Septimi Sever (204) i el 211 fou alliberat. Llavors Asclepíades fou nomenat bisbe d'Antioquia succeint Serapió, i Alexandre fou nomenat coadjutor del vell bisbe Narcís de Jerusalem, a qui va succeir poc després quan va morir (212).
A Jerusalem va fundar una biblioteca eclesiàstica, la més important de l'època, oberta al públic i que fou usada més tard per l'historiador Eusebi de Cesarea. Va ser el gran valedor d'Orígenes, a qui, tot i ser laic, quan van començar els disturbis religiosos a Alexandria (216) li va fer explicar les escriptures en public; se'n va justificar en una carta al bisbe Demetri d'Alexandria, que tot i així va enviar alguns dels seus diaques per fer tornar Orígenes. Quan Orígenes tornà a Palestina en una altra ocasió, Alexandre el va ordenar sacerdot.
Alexandre és elogiat per la biblioteca que va construir a Jerusalem. Tot i que a la seva època Jerusalem era coneguda oficialment com Aelia Capitolina, el nom utilitzat per les autoritats romanes des que la ciutat va ser reconstruïda per l'emperador Adrià, la tradició cristiana va persistir a utilitzar el nom original.

## Persecució i mort
Empresonat més tard, malgrat la seva vellesa, va morir a la presó a Cesarea vers el 251, durant la persecució de Deci. Historiadors van escriure que "la glòria dels seus cabells blancs i l'elevada santedat van donar-li una doble corona en captivitat". La seva vita explica que va sobreviure les tortures que va patir, com les de les bèsties salvatges, que en comptes de devorar-lo li llepaven els peus. Es conserven tres cartes seves. El va succeir a Jerusalem el bisbe Mazabanes.

## Veneració
La seva festa és celebrada per l'Església Catòlica Romana el 18 de març, per les Esglésies Ortodoxes Orientals el 16 o 29 de maig i el 12 o 25 de desembre.

## Escrits
Eusebi va copiar fragments de tres cartes seves.